# Saon
Saon – miejscowość i gmina we Francji, w regionie Normandia, w departamencie Calvados.
Według danych na rok 1990 gminę zamieszkiwały 182 osoby, a gęstość zaludnienia wynosiła 35 osób/km² (wśród 1815 gmin Dolnej Normandii Saon plasuje się na 704. miejscu pod względem liczby ludności, natomiast pod względem powierzchni na miejscu 869.).